# 1810 au Bas-Canada
Cet article traite des événements survenus en 1810 au Bas-Canada. 

## Événements

### Avril
27 avril : fin de la quatrième législature du Bas-Canada.

### Juin
18 juin : élection de la cinquième législature du Bas-Canada.

### Août
10 août : le début de la construction du Chemin Craig qui devait relier Québec aux États-Unis.

## Naissances
- 8 février : Joseph-Narcisse Cardinal, notaire, homme politique et patriote.
- Avril : Charles Wilson, maire de Montréal.
- 28 août : Joseph La Rocque, évêque de Saint-Hyacinthe.
- 14 septembre : Edwin Atwater, homme d'affaires et homme politique montréalais.
- 11 octobre : Charles-Christophe Malhiot, médecin, seigneur et homme politique.
- 20 octobre : Narcisse-Fortunat Belleau, homme politique.
- Joseph-Édouard Turcotte, maire de Trois-Rivières et homme politique.

## Décès

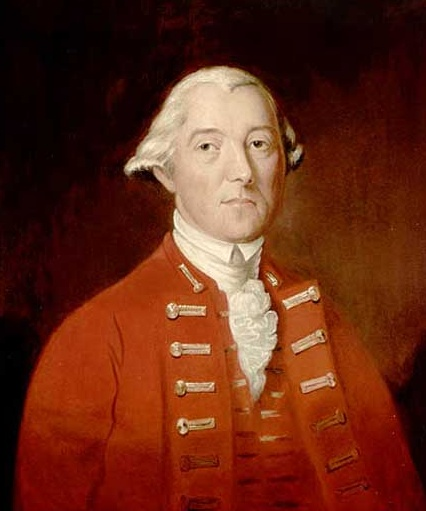
Général Sir Guy Carleton

- 10 novembre : Guy Carleton, militaire et gouverneur.